# Camaragibe
Camaragibe est une ville brésilienne du littoral de l'État du Pernambouc.

## Géographie
Camaragibe se situe par une latitude de 08° 01' 19" sud et par une longitude de 34° 58' 51" ouest, à une altitude de 55 mètres.
Sa population était de 133 554 habitants au recensement de 2007. La municipalité s'étend sur 55 km2.
Elle fait partie de la microrégion de Recife, dans la mésorégion métropolitaine de Recife.

## Histoire
Le territoire de l’actuelle municipalité de Camaragibe était peuplé d’indien jusqu’à l’arrivée des portugais, avec Duarte Coelho Pereira, au milieu du XVIe siècle.
Les terres qui le composent furent utilisées pour l’exploration du bois brésil puis pour la production de canne à sucre.

La municipalité s’est formée autour de domaines anciens, les “engenhos”, tel que l’engenho Camaragibe. Fondé en 1549, il est considéré comme l’un des plus prospères de la région jusqu’à l’invasion hollandaise en 1645. À cette occasion, l’engenho Camaragibe fut incendié par les tribus indigènes qui vivaient encore sur place. Entre 1891 et 1895 une usine textile a été implantée par les ingénieurs Carlos Alberto de Menezes et Pierre Collier, ressortissant français, modifiant l’activité du domaine.
Le 20 décembre 1963, la loi de l’État de Pernambuco nº 4.988 a fait du district une municipalité à part entière, avant d’être retirée le 6 juillet 1964, par arrêt du Tribunal de Justice (mandat nº 59.906). Réannexée à la municipalité de São Lourenço da Mata, Camaragibe en est nouvellement détaché le 13 mai 1982, par la loi nº 8.951, publiée au Journal Officiel de l’État de Pernambuco le jour même.
Le toponyme Camaragibe signifie "rivière des camarás" (camara: la plante, y: rivière, pe: en). Camará ou cambará est le nom d’un arbuste présent dans la région.